# Gonçalo Miguéis
Gonçalo Miguéis, inseria-se geograficamente em Lisboa, mais precisamente na freguesia da Sé, onde foi ouvidor do rei D Fernando I de Portugal, e também em São Lourenço de Alhos Vedros onde foi prior.
Era bacharel em Direito Canónico, formado na Universidade de Coimbra onde depois foi reitor (1367-68).

## Dados familiares
Foi o segundo marido de Inês Rodrigues (viuvá de Vasco Lourenço de Almada). Cuja aproximação provável se teria dado por ter sido criado pelo Mestre João das Leis, de quem tinha aliás alguns livros e cuja relação revelou-se ainda na colaboração na instituição de uma capela da igreja de São Lourenço de Lisboa, igreja que ele elegeu como última morada.
Era sobrinho do bispo de Évora D. Afonso Dinis e  irmão de Estêvão Miguéis, que foi o vedor de seu testamento, prior e reitor da referida igreja onde quis ser sepultado.